# El pío pío
«El pío pío» es una canción de huaylarsh moderno, compuesta por Eusebio "Chato" Grados en 1988. Es su creación más conocida y una de las más famosas del género.

## Historia
Fue escrita en 1988 tras escuchar una melodía compuesta por Luis Anglas durante el Carnaval Huancaíno de Chongos Bajo que le recordaba el piar de los pollitos. A partir de este éxito Chato Grados fue ampliamente conocido.
Este tema ha sido reconocido por APDAYC como Joya Musical y premiado con el trofeo Zafiro Musical.

## Versiones
«El pío pío» ha sido versionado por cantantes del género andino como Amanda Portales, e incluso ha sido interpretada en otros estilos musicales, como la cumbia peruana por Los Shapis.
Hay otra versión de Los Ases del Huayucachi, de estilo huaylarsh instrumental: